# مندویل فیلمز
مندویل فیلمز (انگلیسی: Mandeville Films) شرکت فیلم‌سازی آمریکایی است، که در سال ۱۹۹۵ تأسیس شد.